# Kamionka (gmina Nur)
Kamionka (też: Kamianka) – dawna wieś w Polsce, położona w województwie mazowieckim, w powiecie ostrowskim, w gminie Nur.  Miejscowość zniesiona 1 stycznia 2017.
W latach 1975–1998 miejscowość położona była w województwie łomżyńskim.
Wieś położona była na  zielonym szlaku turystycznym z Ciechanowca do Broku, na terenie Nadbużańskiego Parku Krajobrazowego.